# Bataille d'Ivry
huitième guerre de Religion
Batailles
Guerres de Religion en France
Prélude
- Mérindol (1545)
- Amboise (1560)
- Colloque de Poissy (1561)

Première guerre de Religion (1562-1563)
- Édit de Saint-Germain (1562)
- Massacre de Wassy (1562)
- Toulouse (1562)
- Vergt (1562)
- Rouen (1562)
- Dreux (1562)
- Orléans (1563)
- Paix d'Amboise (1563)

Deuxième guerre de Religion (1567-1568)
- Surprise de Meaux (1567)
- Michelade (1567)
- Saint-Denis (1567)
- Chartres (1568)
- Paix de Longjumeau (1568)

Troisième guerre de Religion (1568-1570)
- Jarnac (1569)
- La Roche-l'Abeille (1569)
- Poitiers (1569)
- Orthez (1569)
- Montcontour (1569)
- Pamproux (1569)
- Saint-Jean-d'Angély (1569)
- Arnay-le-Duc (1570)
- Rabastens (1570)
- Paix de Saint-Germain-en-Laye (1570)

Quatrième guerre de Religion (1572-1573)
- Saint-Barthélemy (1572)
- Sancerre (1572-1573)
- Sommières (1573)
- La Rochelle (1573)

Cinquième guerre de Religion (1574-1576)
- Dormans (1575)
- Édit de Beaulieu (1576)

Sixième guerre de Religion (1577)
- Paix de Bergerac (1577)
- Édit de Poitiers (1577)

Septième guerre de Religion (1579-1580)
- Traité de Nérac (1579)
- Paix du Fleix (1580)

Huitième guerre de Religion (1585-1598) 
Guerre des Trois Henri

- Traité de Joinville (1584)
- Édit de Nemours (1585)
- Jarrie (1587)
- Coutras (1587)
- Vimory (1587)
- Auneau (1587)
- Journée des Barricades (1588)
- Arques (1589)
- Ivry (1590)
- Paris (1590)
- Journée des Farines (1591)
- Chartes (1591)
- Poncharra (1591)
- Châtillon (1591)
- Rouen (1591-1592)
- Craon (1592)
- Port-Ringeard (1593)
- Fort Crozon (1594)
- Fontaine-Française (1595)
- Doullens (1595)
- Amiens (1597)
- Édit de Nantes (1598)

Rébellions huguenotes (1621-1629)
- Saumur (1621)
- Saint-Jean-d'Angély (1621)
- La Rochelle (1621)
- Montauban (1621)
- Riez (1622)
- Royan (1622)
- Sainte-Foy (1622)
- Nègrepelisse (1622)
- Saint-Antonin (1622)
- Montpellier (1622)
- Saint-Martin-de-Ré (1622)
- Traité de Montpellier (1622)
- Blavet (1625)
- Île de Ré (1625)
- Traité de Paris (1626)
- Saint-Martin-de-Ré (1627)
- La Rochelle (1627-1628)
- Privas (1629)
- Alès (1629)
- Montauban (1629)
- Paix d'Alès (1629)

Révocation de l'édit de Nantes (1685)
La bataille d'Ivry est une bataille qui se déroula le 14 mars 1590 à Ivry en Normandie (aujourd'hui Ivry-la-Bataille dans l'Eure).
Cette bataille des guerres de Religion, qui ensanglantèrent ponctuellement le royaume de France entre 1562 et 1598, oppose l’armée royale commandée par Henri IV à l’armée ligueuse, renforcée de contingents espagnols, commandée par le duc de Mayenne. Elle se déroule dans la plaine de Saint-André entre la ville de Nonancourt et la ville d'Ivry, ensuite renommée Ivry-la-Bataille en souvenir du combat. Malgré leur supériorité numérique, les Ligueurs sont mis en déroute. L'arme de combat la plus utilisée lors de la bataille est l'arquebuse.
C'est lors de ce combat qu'aurait été prononcé par Henri IV, sa phrase sur son panache blanc. En référence aux grandes plumes blanches que le roi avait fait poser sur son chapeau pour être plus facilement repérable pendant la bataille, il aurait dit la célèbre mais probablement apocryphe formule :

« Mes compagnons, si vous courez aujourd'hui ma fortune, je cours aussi la vôtre ; je veux vaincre ou mourir avec vous. Dieu est pour nous. Voici ses ennemis et les nôtres. Voici votre roi. Gardez bien vos rangs, je vous prie ; si la chaleur du combat vous le fait quitter, pensez aussitôt au ralliement : c'est le gain de la bataille. Vous le ferez entre ces trois arbres que vous voyez là-haut à main droite. Si vous perdez vos enseignes, cornettes ou guidons, ne perdez point de vue mon panache ; vous le trouverez toujours au chemin de l'honneur et de la victoire. »

Cette harangue relayée par Agrippa d'Aubigné et, plus tard, par Voltaire, est passée à la postérité, résumée en « Ralliez-vous à mon panache blanc. »

## Contexte
Le duc de Mayenne, nommé lieutenant général du Royaume par le parti ligueur, commande la garnison parisienne. La capitale est assiégée par Henri IV depuis près d’un an : si les communications sont possibles, toutes les villes environnantes et les provinces qui l’approvisionnent habituellement (Brie, Beauce, Valois, Champagne et Normandie) sont aux mains d’Henri IV et la ville est menacée de famine. Mayenne tente de délivrer les environs de Paris des garnisons d'Henri IV.
Pour verrouiller l’accès à la Normandie, ce dernier part assiéger la ville de Dreux, elle aussi aux mains de la Ligue, que Mayenne vient secourir. En apprenant l'approche des troupes de la Ligue, Henri décide de lever le siège et de se retirer à proximité pour se déployer dans la plaine de Saint-André ; il passe une courte nuit au château de Saint-Georges-Motel.
Mayenne arrive avant la fin du déploiement mais trop tard pour commencer la bataille, remise au lendemain.

## Ordre de bataille
Henri IV et ses lieutenants François de Montpensier, Jean VI d'Aumont, Armand de Gontaut-Biron, François de Bourbon-Conti, Claude de La Trémoïlle, Maximilien de Béthune (marquis de Rosny, futur duc de Sully et futur surintendant des finances) et Théodoric de Schomberg ne disposent que de 8 000 hommes d'infanterie et 3 000 cavaliers, face à l'armée de Charles de Mayenne et de ses lieutenants Charles-Emmanuel de Savoie-Nemours, Charles Ier d'Aumale et Philippe d'Egmont) forte de 12 000 fantassins et mercenaires allemands, ainsi que de 4 000 cavaliers dont 2 000 hommes en provenance des Pays-Bas espagnols.
L´Armée royale
L'armée royale est composée de 8 000 hommes à pied et 2 000 cavaliers, ainsi que 300 gentilshommes de Picardie sous les ordres du seigneur d'Humières qui arrivent au cours du combat. L'artillerie est de quatre canons et deux couleuvrines. Et dont quatre gros régiments de Suisses, ceux des : Canton de Glaris, Canton des Grisons, Canton de Soleure et du capitaine Balthazar de Grissac.
- L'armée du roi est rangée presque en ligne droite, à l'exception des deux extrémités qui sont un peu plus en avant ;
- La cavalerie est partagée en sept escadrons, eux-mêmes partagés en bataillons précédés d’une troupe d'enfants perdus[5] ;
- Le maréchal Biron est un peu en arrière, au-delà du centre du dispositif, à la tête d'un escadron de 150 cavaliers, épaulé par deux régiments d'infanterie français. Il est considéré comme corps de réserve ;
- Le maréchal d'Aumont commande l'aile gauche. Son escadron est de 300 cavaliers accompagné de deux autres régiments d'infanterie français. À l’extrémité de cette aile, se trouve le duc de Montpensier à la tête d'un escadron de 300 cavaliers accompagné d'un bataillon de 400 à 500 lansquenets et d'un régiment de Suisses. Devant les escadrons de Montpensier et D'Aumont, se trouvent 400 chevau-légers commandés par le comte d'Auvergne. Ces deux escadrons ont à leur gauche l'artillerie et un peu plus loin le baron de Biron avec 250 cavaliers, en même ligne que la cavalerie légère ;
- Le roi s'est chargé de mener l'aile droite, où il est à la tête d'un escadron de gens d'armes. Le premier rang n'est formé que de princes, de nobles et des meilleurs officiers de l'armée. Derrière, se trouvent quatre régiments de Suisses, le régiment des Gardes, commandé par Louis des Balbes de Berton, chevalier de Crillon, ainsi que le régiment des gardes du roi de Navarre, commandé par Bertrand, marquis de Vignoles dit de La Hire ;
- Un peu avancé à l'extrémité de l'aile, est déployé un régiment de reîtres de 250 cavaliers, flanqué de deux régiments d'infanterie française.

L’ Armée de la Ligue
L'armée de la Ligue, commandée par Charles de Mayenne, est composée de 12 000  à   13 000 hommes à pied et 4 000 cavaliers avec quatre canons.
Elle est implantée sur une petite éminence et rangée de la même manière que celle du roi, avec toutefois une forme de croissant dont les pointes sont tournées en avant vers l'ennemi.
À son aile gauche, face à l'aile droite du roi, Mayenne dispose ses meilleures troupes avec 1 200 à 1 300 lances venues des Pays-Bas, partagées en deux escadrons et commandées par Philippe, comte d'Egmont. Au centre, se trouvent les escadrons de Charles-Emmanuel, duc de Nemours et de Charles, duc d'Aumale.

## La bataille
Le 14 mars, à l'aube, les deux armées sont face à face.
Le début des combats est déclenché par le tir des six canons composant l'artillerie royale et dirigés par Philibert de La Guiche, puis c'est le choc des deux cavaleries.
La charge des reîtres de la Ligue réussit à culbuter les chevau-légers du roi, dont la compagnie des cent hommes d'armes d'Henri Gibert de Lhene, sieur de la Guyardière, puis à éliminer l’artillerie royale. Aumont ne résiste pas à l’attaque de trois escadrons de la Ligue, mais ce succès est stoppé net par la charge commune de Montpensier et de Biron qui viennent à sa rescousse. De l'autre côté de la ligne, Henri IV charge les lanciers de la Ligue, de manière à les empêcher de prendre le champ nécessaire à l'utilisation de leur lance. Pour renverser la bataille, Mayenne décide de charger l’escadron royal, formé de 600 cavaliers. C’est à ce stade de la bataille qu’Henri IV aurait prononcé sa célèbre apostrophe.
La bataille tourne alors à la mêlée pure et simple, à tel point que l'on croit plusieurs fois le roi mort ou prisonnier et que les Ligueurs crient même victoire. C'est à ce moment que le roi est sauvé par Charles de Rambures, avec qui il nouera une forte amitié. Le roi doit rallier ses troupes pour les haranguer de nouveau et les rassurer sur sa santé par ces phrases : « Tournez visage, leur cria-t-il, afin que si vous ne voulez combattre, vous me voyez du moins mourir ! », puis il repart dans la mêlée où ses troupes le suivent dans un élan qui les mène à la victoire.
Du côté ligueur, Egmont est tué mais Mayenne, Nemours et d'Aumale prennent la fuite, abandonnant leurs troupes. L’armée de la Ligue perd toute son infanterie, les lansquenets allemands sont massacrés, en représailles de la bataille d'Arques où, par ruse, ils avaient fait croire à leur reddition avant d'ouvrir le feu. Seuls les Suisses ne se débandent pas, mais Biron refuse de charger cette troupe d’élite, qui obtient la vie sauve.

## Bilan

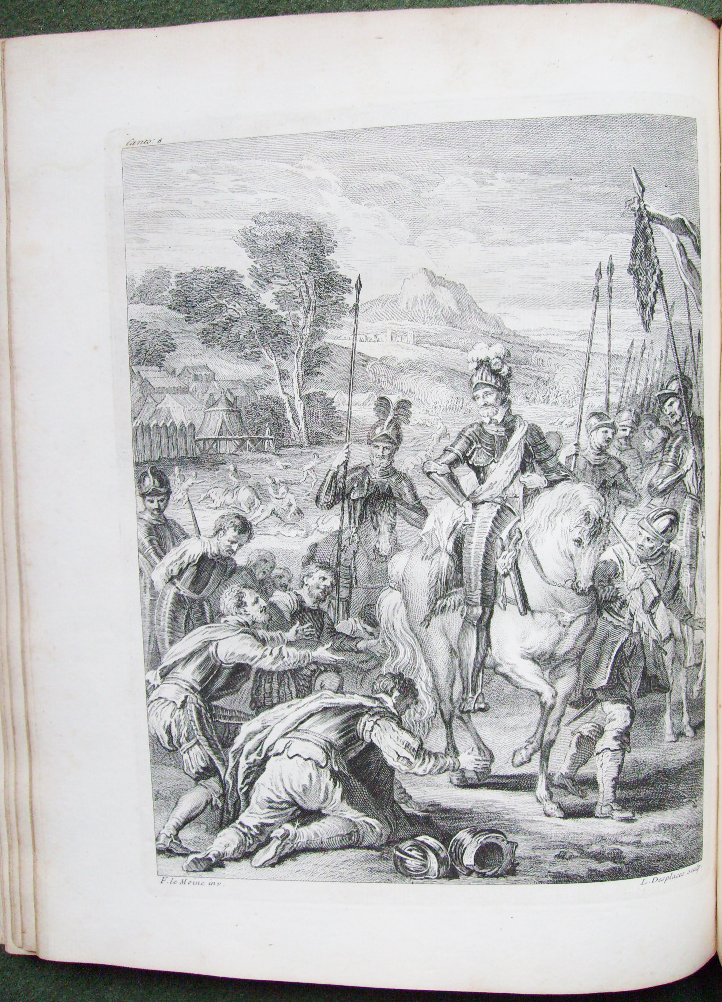
Louis Desplaces, Clémence d'Henri IV après la bataille d'Ivry d'après François Lemoyne.

L’armée ligueuse de Paris est complètement défaite. Les royaux ramènent de nombreux trophées dont cinq canons, tous les drapeaux ennemis ainsi que la cornette de Mayenne et l'étendard du comte d'Egmont. Les chefs ligueurs sont poursuivis, Mayenne fuit jusqu’à Nantes, d’autres se réfugient à Chartres.
Cette bataille sonne le glas de l'armée de la Ligue, déjà fort éprouvée par la bataille d'Arques de septembre 1589.
Le soir, contrairement aux usages, un festin rassemble ceux qui ont combattu. Le lendemain, doté d'une santé de fer, le roi ira à la chasse.

### Iconographie sur la bataille d’Ivry
- La Clémence d'Henri IV après la bataille d'Ivry, gravure de Louis Desplaces d'après François Lemoyne pour le chant huitième de La Henriade de Voltaire, Londres, 1728.
- La Clémence d'Henri IV après la Bataille d'Ivry[7] par Charles de Steuben (réalisé entre 1828 et 1833).